# Alfredo Cospito
Alfredo Cospito (* 1967 in Pescara) ist ein italienischer Anarchist. Europaweit bekannt wurde er, als er im Oktober 2022 in einen bis April 2023 anhaltenden Hungerstreik getreten ist.

## Leben
Cospito wurde 1967 in Pescara geboren. In seinen Zwanzigern verweigerte er die Einberufung zum Militärdienst und wurde verurteilt, dann aber nach einem einmonatigen Hungerstreik begnadigt. Anfang der 1990er Jahre war er an Hausbesetzungen in Bologna, Pescara und am Lago Maggiore beteiligt.

## Haftstrafen
2012 überfiel Cospito mit seinem Komplizen Nicola Gai den leitenden Angestellten Roberto Adinolfi des italienischen Atomkraftunternehmens Ansaldo Nucleare. Dabei schoss Cospito Adinolfi mehrfach in das Knie. Am 14. September 2012 wurden Cospito und Gai verhaftet. Während des Prozesses bekannten sich Cospito und Gai zu dem Anschlag, wobei Cospito erklärte: „An einem herrlichen Maimorgen habe ich gehandelt und in diesen wenigen Stunden das Leben in vollen Zügen genossen. Zum ersten Mal ließ ich Angst und Selbstvorwürfe hinter mir und stellte mich dem Unbekannten. In einem Europa voller Atomkraftwerke ist mir einer der Hauptverantwortlichen für die kommende Atomkatastrophe zu Füßen gefallen.“ Cospito und Gai wurden zu zehn Jahren und acht Monaten Haft verurteilt.
Während seiner Haftstrafe wurde Cospito für weitere 20 Jahre Haft verurteilt, da er im Jahr 2006 an einem Bombenanschlag vor einer Rekrutenschule der Carabinieri beteiligt gewesen sein soll, wobei niemand verletzt wurde. Das höchste italienische Gericht änderte das Urteil 2022 zu lebenslänglich ohne vorzeitige Entlassung. Zudem wurde er in Isolationshaft versetzt, welche in Italien im Rahmen des Artikel 41-bis angewendet wird und eigentlich Mitgliedern der Mafia vorbehalten ist.

## Hungerstreik
Am 20. Oktober 2022 begann Cospito einen Hungerstreik gegen die Bedingungen des 41-bis und verlor bis zum 9. Februar fast 50 kg. Solidarität erhält Cospito europaweit. In Berlin wurde Anfang 2023 ein italienisches Diplomatenauto in Brand gesetzt, in Athen und Barcelona italienische Konsulate angegriffen. Auch in Italien ist unter zahlreichen Rechtswissenschaftlern die Auffassung verbreitet, lebenslange Haft ohne vorzeitige Entlassung sowie die Haftbedingungen seien verfassungswidrig. Auch Amnesty International fordert eine sofortige Aufhebung des 41-bis im Falle Cospito.
Zu einem weiteren politischen Skandal kam es, als Giovanni Donzelli von der regierenden postfaschistischen Partei Fratelli d’Italia in der Abgeordnetenkammer verkündete, dass Cospito von inhaftierten Mafiamitgliedern manipuliert werde. Quelle dieser Aussage waren geheime Informationen aus Abhörprotokollen, weshalb die italienische Staatsanwaltschaft Ermittlungen wegen des Verdachts auf Geheimnisverrat einleitete.
Am 18. April 2023 entschied das Verfassungsgericht, dass Cospitos Strafe reduziert werden kann. Am darauffolgenden Tag gab Cospito bekannt, dass er seinen Hungerstreik nach 180 Tagen „abbricht“.